# Пјана ди Шара (Кампобасо)
Пјана ди Шара је насеље у Италији у округу Кампобасо, региону Молизе.
Према процени из 2011. у насељу је живело 19 становника. Насеље се налази на надморској висини од 649 м.